# Pajot Hills Classic 2017
La 2e édition de la Pajot Hills Classic a eu lieu le 29 mars 2017. Elle fait partie du calendrier UCI en catégorie 1.2. Elle est remportée par l'Australienne Annette Edmondson.

## Récit de la course
La course se conclut au sprint.

## Classements

### Classement final
| \| Classement général \| Classement général \| Classement général \| Classement général \| Classement général \| \| Coureuse \| Coureuse \| Pays \| Équipe \| Temps \| \| ------------------ \| ------------------ \| ------------------ \| ---------------------------------- \| ------------------ \| \| 1re \| Annette Edmondson \| Australie \| Wiggle High5 \| 3 h 16 min 31 s \| \| 2e \| Barbara Guarischi \| Italie \| Canyon-SRAM Racing \| + 0 s \| \| 3e \| Ilaria Sanguineti \| Italie \| BePink Cogeas \| + 0 s \| \| 4e \| Roxane Fournier \| France \| FDJ-Nouvelle Aquitaine-Futuroscope \| + 0 s \| \| 5e \| Christina Siggaard \| Danemark \| VéloCONCEPT Women \| + 0 s \| \| 6e \| Tiffany Cromwell \| Australie \| Canyon-SRAM Racing \| + 0 s \| \| 7e \| Amy Pieters \| Pays-Bas \| Boels Dolmans \| + 0 s \| \| 8e \| Mia Radotić \| Croatie \| BTC City Ljubljana \| + 0 s \| \| 9e \| Amalie Dideriksen \| Danemark \| Boels Dolmans \| + 0 s \| \| 10e \| Sheyla Gutiérrez \| Espagne \| Cylance \| + 0 s \| |                    |           |                                    |                 |
| |                    |           |                                    |                 |
| Source : ProCyclingStats |                    |           |                                    |                 |
| Classement général |                    |           |                                    |                 |
| Coureuse | Coureuse           | Pays      | Équipe                             | Temps           |
| 1re | Annette Edmondson  | Australie | Wiggle High5                       | 3 h 16 min 31 s |
| 2e | Barbara Guarischi  | Italie    | Canyon-SRAM Racing                 | + 0 s           |
| 3e | Ilaria Sanguineti  | Italie    | BePink Cogeas                      | + 0 s           |
| 4e | Roxane Fournier    | France    | FDJ-Nouvelle Aquitaine-Futuroscope | + 0 s           |
| 5e | Christina Siggaard | Danemark  | VéloCONCEPT Women                  | + 0 s           |
| 6e | Tiffany Cromwell   | Australie | Canyon-SRAM Racing                 | + 0 s           |
| 7e | Amy Pieters        | Pays-Bas  | Boels Dolmans                      | + 0 s           |
| 8e | Mia Radotić        | Croatie   | BTC City Ljubljana                 | + 0 s           |
| 9e | Amalie Dideriksen  | Danemark  | Boels Dolmans                      | + 0 s           |
| 10e | Sheyla Gutiérrez   | Espagne   | Cylance                            | + 0 s           |

### Barème des points UCI
| Position,          | 1er | 2e | 3e | 4e | 5e | 6e | 7e | 8e | 9e | 10e |
| Classement général | 40  | 30 | 16 | 12 | 10 | 8  | 6  | 3  | 2  | 1   |